# 爆走次元ネプテューヌ VS 巨神スライヌ
『爆走次元ネプテューヌ VS 巨神スライヌ』（ばくそうじげんネプテューヌ ブイエス きょしんスライヌ）は、コンパイルハートより2024年6月27日発売のゲームソフト。対応プラットフォームはPlayStation 4・PlayStation 5・Nintendo Switch。

## 概要
本作は『新次元ゲイム ネプテューヌVII』に登場した天王星うずめが主人公のスピンオフ作品。本シリーズの常連モンスターであるスライヌをメインに扱っている。

## システム
本作は『超次元ゲイム ネプテューヌ GameMaker R:Evolution』のバイク操作パートをブラッシュアップした内容で、フィールド内をバイクで駆け廻り、ライバルよりも多くのスライヌを規定数集めれば勝利となる。

## ストーリー
ここはゲイムギョウ界とは別の次元。この世界は多数のスライヌが生息し、埋め尽くす世界だった。天王星うずめはこの世界に迷い込んでしまい、同じく飛ばされたネプテューヌ達はなぜかスライヌに対して異常な執着を持っていた。
うずめはこの世界から脱出するべく、バイクで駆け廻る。

## 登場人物

### 主要人物
本作ではゲームシステムの関係上、女神化（大人ネプテューヌはジェネレーターユニット装着）しない。
天王星うずめ（てんのうぼし - ）
声 - 本多真梨子
本作の主人公。
ネプテューヌ
声 - 田中理恵
プラネテューヌの守護女神。
ノワール
声 - 今井麻美
ラステイションの守護女神。
ブラン
声 - 阿澄佳奈
ルウィーの守護女神。
ベール
声 - 佐藤利奈
リーンボックスの守護女神。
大人ネプテューヌ
声 - 田中理恵
数多の次元を旅する平行次元のネプテューヌ。

### スライヌ軍団
スライヌレディ
声 - 庄子裕衣
スライヌマン阿、スライヌマン吽
声 - 田代哲哉
巨神スライヌ
声 - 田渕将平
本作の最終ボス。スライヌマン阿と吽が融合して誕生するスライヌにとって神として崇められている存在。